# B&O-Klasse LE-2
Die B&O LE-2 waren Elektrolokomotiven der Baltimore and Ohio Railroad (B&O), die im Howard-Street-Tunnel in Baltimore im US-Bundesstaat Maryland hauptsächlich vor Güterzügen eingesetzt wurden.

## Geschichte
1903 lieferte General Electric zwei Doppellokomotiven an die B&O. Die Vorgabe war, dass eine Doppellokomotive einen 1450-t-Zug auf der Steigung von 15 ‰ im Howard-Street-Tunnel mit 9 mph (14 km/h) fahren konnte. 1906 wurde eine zusätzliche einzelne Sektion geliefert, die bei schweren Zügen zur Verstärkung der beiden normalerweise ständig zusammengekoppelten Doppellokomotiven verwendet wurde. Die Sektion Nr. 5 wurde 1917 ausrangiert, die restlichen Lokomotiven 1934.

## Technik
Die Doppellokomotiven in Boxcab-Design bestanden aus zwei Sektionen mit jeweils vier Treibradsätzen. Jeweils zwei Radsätze hatten ihre Achslager über Blattfedern miteinander verbunden, auf die sich der gusseiserne Rahmen abstützte. Der Antrieb erfolgte über vierpolige Tatzlagermotoren. Die beiden Sektionen arbeiteten über eine Vielfachsteuerung zusammen, die auch drei Sektionen steuern konnte. Die Stromversorgung erfolgte über eine seitliche Stromschiene mit 625 V Gleichstrom.